# Bassingbourn
Bassingbourn är en ort i civil parish Bassingbourn cum Kneesworth, i distriktet South Cambridgeshire, Storbritannien. Den ligger i distriktet South Cambridgeshire i grevskapet Cambridgeshire i riksdelen England, i den sydöstra delen av landet, 60 km norr om huvudstaden London. Bassingbourn ligger 30 meter över havet och antalet invånare är 2 517. Bassingbourn var en civil parish fram till 1966 när blev den en del av Bassingbourn cum Kneesworth. Civil parish hade 2 509 invånare år 1961. Byn nämndes i Domedagsboken (Domesday Book) år 1086, och kallades då Basingborne.
Terrängen runt Bassingbourn är platt. Runt Bassingbourn är det ganska tätbefolkat, med 166 invånare per kvadratkilometer. Närmaste större samhälle är Cambridge, 17,8 km nordost om Bassingbourn. Trakten runt Bassingbourn består till största delen av jordbruksmark.